# Livre d'Aggée
Le Livre d'Aggée (ou Haggaï) est un Livre de l'Ancien Testament.

## Présentation
Il est composé de quatre oracles du prophète Aggée adressés à Zorobabel, gouverneur de la province de Juda, et à Josué, grand prêtre, pendant la construction du Second Temple de Jérusalem au VIe siècle avant notre ère. Un disciple du prophète a dû les rassembler et les mettre en forme ultérieurement. Aggée est évoqué dans le Livre d'Esdras (5:1 et 6:14).

## Résumé
Au chapitre 1, Aggée s'adresse à Zorobabel, gouverneur de la province de Juda, et à Josué, grand prêtre. Au nom du Dieu d'Israël, il leur ordonne de rebâtir le Temple de Jérusalem, affirmant qu'il amène la sécheresse parce que chacun s'occupe de sa propre maison alors que le Temple est en ruine. Touché, le peuple reprend la construction du Second Temple de Jérusalem.
Dans le chapitre 2, Aggée parle à nouveau au nom du Dieu d'Israël : il encourage les bâtisseurs au nom du Dieu d'Israël, leur promet que la gloire du Second Temple dépassera celle du Temple de Salomon, et qu'il y établira la paix. Il affirme ensuite qu'en l'état, leurs sacrifices sont irrecevables, puis les exhorte à se montrer à l'avenir plus attentifs aux signes qu'il envoie. Enfin, il prédit la destruction de tous les royaumes, et dit à Zorobabel qu'il est l'élu.